# Yūdai Nagano (Fechter)
Yūdai Nagano (japanisch 永野 雄大, Nagano Yūdai; * 15. Oktober 1998 in der Präfektur Ibaraki) ist ein japanischer Florettfechter.

## Erfolge
Yūdai Nagano gab sein internationales Debüt im Jahr 2014 beim Weltcup in Tokio. In Tokio nahm Nagano auch an den 2021 ausgetragenen Olympischen Spielen 2020 teil, bei denen er im Mannschaftswettbewerb startete. Mit Kyōsuke Matsuyama, Toshiya Saitō und Takahiro Shikine besiegte er in der ersten Runde Italien mit 45:43, anschließend folgte jedoch eine 42:45-Niederlage gegen Frankreich. Das abschließende Gefecht um Bronze gegen die Vereinigten Staaten ging ebenfalls mit 31:45 klar verloren, sodass die Japaner den Wettkampf auf dem vierten Platz abschlossen.
2024 sicherte er sich bei den Asienmeisterschaften in Kuwait seinen ersten internationalen Medaillengewinn. Mit der japanischen Mannschaft, zu der neben ihm noch Kyōsuke Matsuyama, Takahiro Shikine und Kazuki Iimura gehörten, unterlag er im Halbfinale Südkorea mit 41:45 und gewann damit Bronze. Bei den Olympischen Spielen 2024 in Paris wurde Nagano erneut nicht für das Einzel nominiert und startete lediglich im Mannschaftswettbewerb. In diesem erreichte er gemeinsam mit Kyōsuke Matsuyama, Takahiro Shikine und Kazuki Iimura das Finale, nachdem in der ersten Runde Kanada mit 45:26 und im anschließenden Halbfinale Frankreich mit 45:37 bezwungen wurden. Dort trafen die Japaner auf die Équipe Italiens, die sie mit 45:36 ebenfalls bezwangen und damit Olympiasieger wurden.